# Алкатерецький сільський округ
Алкатере́цький сільський округ (каз. Алқатерек ауылдық округі, рос. Алкатерекский сельский округ) — адміністративна одиниця у складі Акжарського району Північноказахстанської області Казахстану. Адміністративний центр та єдиний населений пункт — село Алкатерек.
Населення — 539 осіб (2021; 904 у 2009, 1142 у 1999, 1543 у 1989).
Станом на 1989 рік існувала Чистяковська сільська рада (села Кзилтан, Чистяковка).

## Склад
До складу округу входять такі населені пункти:
| Населений пункт | Старі назви | Населення, осіб (1989) | Населення, осіб (1999) | Населення, осіб (2009) | Населення, осіб (2021) |
| --------------- | ----------- | ---------------------- | ---------------------- | ---------------------- | ---------------------- |
| Алкатерек, село | Чистяковка  | 1515                   | 1142                   | 904                    | 539                    |
| Кзилтан, село   | -           | 28                     | -                      | -                      | -                      |